# Boys (The Shirelles)
Boys is een nummer van The Shirelles, voor het eerst verschenen in november 1960 als B-kant van hun single Will you love me tomorrow. Een noemenswaardige coverversie is de opname door The Beatles voor hun debuutalbum Please Please Me uit 1963.

## Versie van The Shirelles
Een maand na het verschijnen van de single werd het debuutalbum van The Shirelles uitgebracht, Tonight's the Night. De single Will you love me tomorrow / Boys werd een groot succes voor de Amerikaanse meidengroep: de single bleef negentien weken op de Billboard Hot 100-lijst, waaronder twee weken op nummer een. In het Verenigd Koninkrijk bereikte het een vierde positie en bleef daar vijftien weken in de hitlijsten.

## Versie van The Beatles

### Achtergrond
Boys werd vaak door de band live gespeeld en was al deel van hun liverepertoire in de dagen van hun optredens in de Cavern Club. Toen werd het nog door drummer Ringo Starrs voorganger Pete Best gezongen. Op de albumversie zingt Starr, het eerste nummer door Starr gezongen op een Beatles-album. Starr zelf kende het lied reeds goed toen hij het speelde in de band Rory Storm & the Hurricanes. Tijdens de live-uitvoeringen werd het publiek steeds wild wanneer The Beatles Boys speelden.
Volgens Paul McCartney hielden The Beatles zich niet bezig met mogelijke homoseksuele ondertonen bij het nummer. Het kwam gewoon niet in hen op om het nummer te hernoemen naar Girls. De voornaamwoorden veranderden ze echter wel (bv.: "My Girl says when I kiss her lips...").

### Opname
Het hele album Please Please Me werd op 11 februari 1963 in minder dan dertien uur ingeblikt. Mark Lewisohn schreef hierover dat "het moeilijk voorstelbaar is dat er 585 productievere minuten in de geschiedenis van muziekopnames kunnen bestaan." Voor Boys volstond slechts een take. Op de opname valt de geestige stijl van Starrs zangpartij op. Verder valt George Harrisons gitaarsolo op, als een pastiche op Chet Atkins' gitaarstijl.
Geluidstechnicus Norman Smith probeerde zo goed mogelijk de zangpartij van Starr te isoleren van zijn drumwerk. Dit was lastig omdat zang en drums tegelijk werden opgenomen. In vergelijking met de versie van The Shirelles is The Beatles' versie eerder uptempo, maar ondanks de reputatie van Starr als een 'vleesgeworden metronoom', vertraagde hij merkbaar tijdens de opname.

### Muzikanten
Bezetting volgens Philippe Margotin
- Ringo Starr – zang, drums
- John Lennon - achtergrondzang, ritmegitaar, harmonica
- Paul McCartney – achtergrondzang, basgitaar
- George Harrison – achtergrondzang, leadgitaar